# Comtessa de Lannoy
La comtessa de Lannoy de Clervaux (Brabant del Nord, 1764 - Lieja, Bèlgica, 1820), nascuda Clémentine Joséphine Françoise Thérèse de Loz Corswarem, fou una noble, compositora i professora de piano neerlandesa. Per naixement era comtessa de Loz Corswarem i el 1788 casà amb el comte de Lannoy. En envair els exèrcits francesos els Països Baixos el matrimoni es veié forçat a emigrar i, sens béns de fortuna, atès que les seves propietats foren devastades, la comtessa es veié obligada a dedicar-se a l'ensenyança del piano, un instrument que dominava. De la mateixa manera, es dedicà a la composició, i publicà algunes romances, sonates, etc.